# Gustaf Fredrik Swartz
Gustaf Fredrik Swartz, född 1755 i Stockholm, död 31 december 1779 i Stockholm, var en svensk ritmästare och grafiker.
Han var son till perukmakaren Gustaf Johan Swartz och Anna Kuhran. Swartz var från omkring 1768 elev till Per Gustaf Floding. I kopparstick utförde han ett antal porträtt bland annat av den franske författaren Pierre François Guyot Desfontaines och ett flertal blad för olika böcker bland annat PG Flodings Solemniteter, som föreföllo i ... Stockholm åren 1771 och 1772 där han tillsammans med Thure Floding även graverade alla textsidor. Enligt mantalslängden för 1779 bodde han hos kopparstickaren Johan Snack. 